# 야카미촌 (효고현)
야카미촌(八上村)은 효고현 다키군에 있던 촌이다. 현재의 단바사사야마시 중심부의 북동일대,  국도 제372호선 연선에 해당한다.